# Chalamiš
Chalamiš (hebrejsky חַלָּמִישׁ, podle biblického citátu z knihy Deuteronomium 32,13 - „Sprovodil jej na vysoká místa země, aby jedl úrody polní, a učinil, aby ssál med z skály, a olej z kamene přetvrdého“, v oficiálním přepisu do angličtiny Hallamish, přepisováno též Halamish, alternativně nazývána též Neve Cuf, hebrejsky:נווה צוף, anglicky: Neveh Tzuf, „Oáza Nektaru“, podle 1. knihy Samuelovy 9,5) je izraelská osada a vesnice typu společná osada (jišuv kehilati) na Západním břehu Jordánu v distriktu Judea a Samaří a v Oblastní radě Mate Binjamin.

## Geografie
Nachází se na v nadmořské výšce 560 metrů v kopcovité krajině na jihozápadním okraji Samařska, cca 15 km severovýchodně od města Modi'in-Makabim-Re'ut, cca 27 km severozápadně od historického jádra Jeruzaléma a cca 35 km východně od centra Tel Avivu. Osada je na dopravní síť Západního břehu Jordánu napojena pomocí lokálních silnic číslo 450 (napojení k jihu, k oblasti měst Modi'in-Makabim-Re'ut a Modi'in Ilit), číslo 465 (napojení k západu a k východu).
Chalamiš je izolovanou izraelskou osadou situovanou hluboko ve vnitrozemí Západního břehu Jordánu víc než 12 km za Zelenou linií, která odděluje území Izraele v mezinárodně uznávaných hranicích. Nejbližší izraelskou osadou je Nachliel cca 4 km jižním směrem. V bezprostřední blízkosti Chalamiš se nachází palestinské vesnice Nabi Salih a Dejr Nidham.

## Dějiny

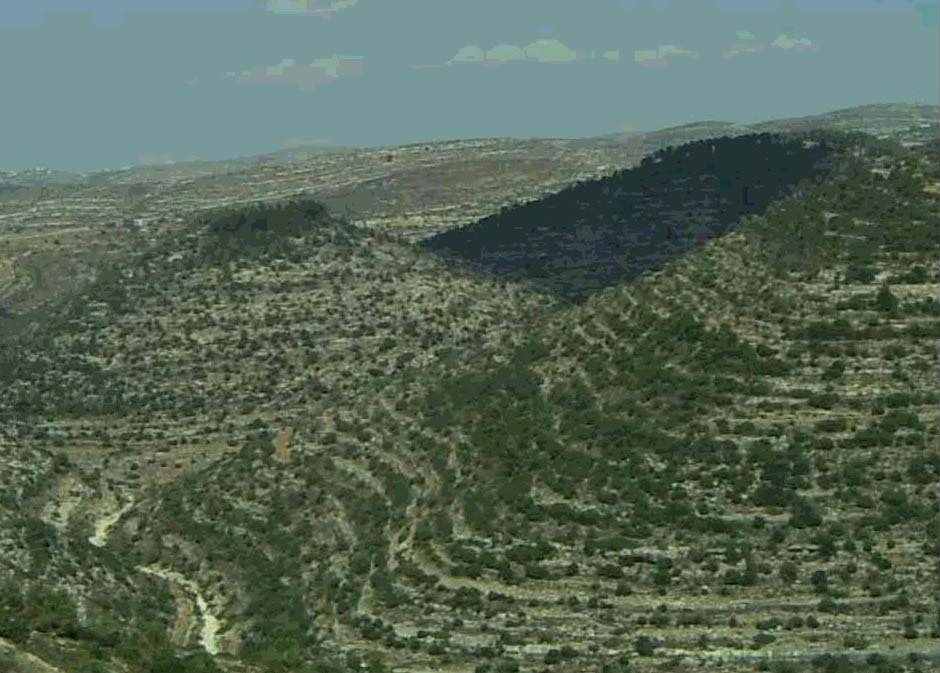
Výhled z Neve Cuf (Chalamiše) na východ

Obec vznikla v roce 1977, konkrétně v listopadu 1977. Na jejím zřízení se podílela skupina náboženských aktivistů okolo organizací Neve Cuf a Neve Celach a také organizace Guš Emunim. První osadníci se usadili v bývalé policejní stanici u palestinské vesnice Nabi Salih. První skupinu obyvatel tvořilo 40 rodin. Zpočátku v nové osadě chyběla voda, elektřinu zajišťoval generátor. Část osadníků odešla a jistou dobu zde zůstávalo jen sedm rodin.
O možnosti založení nové osady se zmiňuje vládní materiál izraelské vlády z října 1977. Budoucí obec je v něm nazývána pracovně Al‐Nabi Salah (podle vedlejší arabské vesnice). Měla být jedním ze šesti civilních sídel, jejichž zřízení se povolovalo v rámci stávajících vojenských základen izraelské armády. V prosinci 1978 vláda souhlasila s tím posílit jádro osadníků o novou skupinu.
V osadě funguje mateřská a náboženská základní škola. Dále tu stojí mikve, aškenázská i sefardská synagoga. V květnu 1999 vznikla severovýchodně od vlastní osady izolovaná skupina domů Cofit na místě, kde se podle územního plánu už původně počítalo se zřízením vzdělávací instituce. Podle vládní zprávy z roku 2005 zástavba v Cofit sestávala z 28 karavanů, dvou prefabrikovaných domů, dvou kontejnerů a sportovního hřiště. Cofit slouží jako sídlo vojenské přípravné školy Eliša, ve které studuje cca 50 žáků a stálý personál. 
 V listopadu 2008 začala na kraji obce výstavba nové čtvrti. Organizace Mír nyní proti tomu podala žalobu. Práce byly zastaveny, ale nakonec byla čtvrť na jaře 2013 dostavěna. Jde o soubor 12 domů.
Vzhledem k odlehlé poloze ve vnitrozemí Západního břehu Jordánu nebyla počátkem 21. století osada Chalamiš zahrnuta do Izraelské bezpečnostní bariéry.

## Demografie
Obyvatelstvo obce Chalamiš je v databázi rady Ješa popisováno jako nábožensky založené. Podle údajů z roku 2014 tvořili naprostou většinu obyvatel Židé (včetně statistické kategorie "ostatní", která zahrnuje nearabské obyvatele židovského původu ale bez formální příslušnosti k židovskému náboženství).
Jde o menší obec vesnického typu s dlouhodobě rostoucí populací. K 31. prosinci 2014 zde žilo 1282 lidí. Během roku 2014 populace stoupla o 9,4 %.
| Rok            | 1982 | 1983 | 1985 | 1986 | 1987 | 1988 | 1989 | 1990 | 1991 | 1992 | 1993 | 1994 | 1995 | 1996 | 1997 | 1998 | 1999 | 2000 |
| -------------- | ---- | ---- | ---- | ---- | ---- | ---- | ---- | ---- | ---- | ---- | ---- | ---- | ---- | ---- | ---- | ---- | ---- | ---- |
| Počet obyvatel | 400  | 365  | 518  | 543  | 570  | 634  | 659  | 695  | 799  | 894  | 856  | 874  | 882  | 774  | 807  | 951  | 1100 | 922  |

| Rok            | 2001 | 2002 | 2003 | 2004 | 2005 | 2006 | 2007 | 2008 | 2009 | 2010 | 2011 | 2012 | 2013 | 2014 |
| -------------- | ---- | ---- | ---- | ---- | ---- | ---- | ---- | ---- | ---- | ---- | ---- | ---- | ---- | ---- |
| Počet obyvatel | 894  | 895  | 915  | 931  | 941  | 975  | 956  | 981  | 1054 | 1090 | 1153 | 1144 | 1172 | 1282 |